# Pakistanische Cricket-Nationalmannschaft in Neuseeland in der Saison 1984/85
Die Tour der pakistanischen Cricket-Nationalmannschaft nach Neuseeland in der Saison 1984/85 fand vom 18. Januar bis zum 14. Februar 1985 statt. Die internationale Cricket-Tour war Bestandteil der Internationalen Cricket-Saison 1984/85 und umfasste drei Tests und vier ODIs. Neuseeland gewann die Test-Serie 2–0 und die ODI-Serie 3–0.

## Vorgeschichte
Beide Mannschaften spielten zuvor eine Tour gegeneinander in Pakistan, in der Pakistan die Test-Serie 2–0 und die ODI-Serie 3–1 gewann.

## Stadien
Die folgenden Stadien wurden für die Tour als Austragungsort vorgesehen.
| Stadion        | Stadt        | Kapazität | Spiele          |
| -------------- | ------------ | --------- | --------------- |
| Eden Park      | Auckland     | 50.000    | 2. Test; 4. ODI |
| Lancaster Parc | Christchurch | 38.628    | 3. ODI          |
| Carisbrook     | Dunedin      | 29.000    | 3. Test         |
| Seddon Park    | Hamilton     | 10.000    | 2. ODI          |
| McLean Park    | Napier       | 22.500    | 1. ODI          |
| Basin Reserve  | Wellington   | 11.000    | 1. Test         |

## Kaderlisten
| Test | Test | ODI | ODI |
| Neuseeland | Pakistan | Neuseeland | Pakistan |
| --- | --- | --- | --- |
| - Stephen Boock - John Bracewell - Chris Cairns - Ewen Chatfield - Jeremy Coney - Jeff Crowe - Martin Crowe - Richard Hadlee - Geoff Howarth - Richard Reid - Ian Smith - John Wright | - Abdul Razzaq - Anil Dalpat - Azeem Hafeez - Iqbal Qasim - Javed Miandad - Mohsin Kamal - Mudassar Nazar - Qasim Umar - Rashid Latif - Saleem Malik - Shoaib Mohammad - Tahir Naqqash - Wasim Akram - Wasim Akram - Zaheer Abbas | - John Bracewell - Chris Cairns - Ewen Chatfield - Jeremy Coney - Jeff Crowe - Martin Crowe - Richard Hadlee - Geoff Howarth - PE McEwan - Richard Reid - Ian Smith - Martin Snedden - John Wright | - Anil Dalpat - Javed Miandad - Manzoor Elahi - Masood Anwar - Mohsin Kamal - Mohsin Kamal - Mudassar Nazar - Naved Anjum - Saadat Ali - Sajid Ali - Saleem Malik - Saleem Yousuf - Sarfraz Nawaz - Shahid Mahboob - Shoaib Mohammad - Tauseef Ahmed - Wasim Akram - Zaheer Abbas - Zakir Khan |

## One-Day Internationals

### Erstes ODI in Napier
| 12. Januar Scorecard | Napier | Neuseeland 277-6 (50)           | – | Pakistan 167-9 (50) |
|                      |        | Neuseeland gewinnt mit 110 Runs |   |                     |

### Zweites ODI in Hamilton
| 15. Januar Scorecard | Hamilton | Pakistan 221-4 (50)              | – | Neuseeland 222-6 (48.5) |
|                      |          | Neuseeland gewinnt mit 4 Wickets |   |                         |

### Drittes ODI in Christchurch
| 6. Februar Scorecard | Christchurch (LP) | Neuseeland 264-8 (50)          | – | Pakistan 251 (49.4) |
|                      |                   | Neuseeland gewinnt mit 13 Runs |   |                     |

### Viertes ODI in Auckland
| 16./17. Februar Scorecard | Auckland | Pakistan 189 (49.1) | – | Neuseeland |
|                           |          | No Result           |   |            |

## Tests

### Erster Test in Wellington
| 18. – 22. Januar Scorecard | Wellington (BR) | Neuseeland 492 (175) & 103-4 (45) | – | Pakistan 322 (129.4) |
|                            |                 | Remis                             |   |                      |

### Zweiter Test in Auckland
| 25. – 28. Januar Scorecard | Auckland | Pakistan 169 (66.5) & 183 (59.4)                 | – | Neuseeland 451-9d (147) |
|                            |          | Neuseeland gewinnt mit einem Innings und 99 Runs |   |                         |

### Dritter Test in Dunedin
| 9. – 14. Februar Scorecard | Dunedin (CS) | Pakistan 274 (94.2) & 223 (88.4) | – | Neuseeland 220 (85.4) & 278-8 (99.4) |
|                            |              | Neuseeland gewinnt mit 2 Wickets |   |                                      |